# Thomas La Ruffa
Thomas La Ruffa (4 de mayo de 1984) es un luchador profesional francés. Es conocido por su trabajo para las empresas estadounidenses, WWE, en donde se presentaba en la marca NXT como Sylvester Lefort, y Total Nonstop Action Wrestling, donde se presentó como Basile Baraka. 

## Carrera

### WWE (2011–2016)
En noviembre de 2011, La Ruffa realizó una aparición en SmackDown como un luchador local quien junto a otros dos luchadores, Andy Baker y Zak Zodiac perdió una lucha contra Big Show. En agosto de 2012, La Ruffa firmó un contrato de desarrollo con la WWE. En el territorio de desarrollo de WWE NXT Wrestling, La Ruffa tomó el nombre de Sylvester Lefort y su debut en televisión NXT tuvo lugar en el episodio del 29 de mayo de 2013 de NXT, donde él (como un francés rico) dirigió el equipo de Garrett Dylan y Dax Harwood (dos sureños) en una victoria sobre Travis Tyler y Baron Corbin. Después de que Dylan y Dawson perdieron una lucha para decidir a los contendientes número uno por el Campeonato en Parejas de la NXT ante Corey Graves y Kassius Ohno en el episodio del 26 de junio de NXT, Dylan fue liberado de la WWE en agosto de 2013, pero Lefort continuó dirigiendo a Dawson. Él también comenzó a dirigir a Alexander Rusev. Hizo su debut en el ring en NXT haciendo equipo con Rusev en una victoria sobre Enzo Amore y Colin Cassady. Después de la lucha, Rusev traicionó a Lefort y se alió con la debutante Lana. Lefort pasó a perder ante Rusev en una lucha individual. Lefort luego formó un equipo con su paisano Marcus Louis llamado The Legionnaires y el 8 de mayo se enfrentaron a El Local y al debutante Kalisto, perdiendo el combate.

### Total Nonstop Action Wrestling (2016)
El 23 de marzo de 2016, La Ruffa fue oficialmente contratado por Total Nonstop Action Wrestling, utilizando el nombre de Basile Baraka, el 21 de mayo debutó junto con Baron Dax, y formaron un nuevo grupo francés llamado The Tribunal.

## Campeonatos y logros
- All Star Wrestling
  - World Mid-Heavyweight Championship (1 vez)[10]